# Personal Area Network
In telecomunicazioni una rete personale, in sigla PAN (in inglese personal area network), è una rete informatica utilizzata per permettere la comunicazione tra diversi dispositivi (telefono, PC tascabile, ecc.) vicini a un singolo utente. I singoli dispositivi possono anche non appartenere all'utente in questione. Il raggio di azione di una PAN è tipicamente di alcuni metri.

## Descrizione
La PAN può essere utilizzata per collegare i vari dispositivi tra di loro in modo da consentire scambio di informazioni o per consentire la connessione a reti a più alto livello come per esempio Internet (via USB o porta FireWire). Può essere anche utilizzata una soluzione  wireless come IrDA o Bluetooth per il solo trasferimento di file .
Le PAN Bluetooth sono chiamate anche piconet e queste sono composte al massimo da otto dispositivi in relazione master-slave (o fino a 255 dispositivi in modalità "parcheggio"). Il primo dispositivo Bluetooth è il master mentre i successivi diventano slave. Una rete piconet ha un raggio tipico di 10 metri ma si possono collegare più piconet utilizzando un dispositivo che appartenendo a entrambe le piconet fa da ponte, in questo caso la rete che si viene a creare è chiamata scatternet.